# Albertine (Rose)
Die Rambler-Rosensorte Albertine ist ein Abkömmling von Rosa wichuraiana × 'Mrs Arthur Robert Waddell'. Sie blüht nur einmal, jedoch reichlich mit korallenfarbenen Knospen, die kräftig rosa aufblühen und dann zartrosa verblassen. Die Blüten wachsen in Büscheln zu 3–7, haben eine lockere, offene Form und duften stark. 
'Albertine' hat glänzend dunkelgrüne Blätter. Sie klettert mit kupferfarbenen, starkwüchsigen Trieben bis zu 5 m hoch – die Triebe haben große, hakige Stacheln. Sie ist starkwüchsig und hat eine sehr schöne Wuchsform. 
Sie eignet sich zur Berankung von Zäunen und Pergolen, kann aber mit leichter Stütze auch als frei stehender Strauch eingesetzt werden. Luftige Standorte sind günstig um gelegentlich auftretenden Mehltaubefall zu vermeiden. Die anspruchslose und blühfreudige Rose ist allerdings im Vergleich zu anderen Wichuraiana-Rosen nur bis −17 °C frosthart (USDA-Zone 7).